# Mamadou Baldé
Pour les articles homonymes, voir Mamadou Baldé (homonymie) et Baldé.
Mamadou Baldé, né le 12 décembre 1985 à Vélingara (Sénégal), est un footballeur sénégalais. Il joue au poste de défenseur.

## Carrière

### Clubs
| Saison      | Club                                | Pays    | Championnat   | Championnat | Championnat | Championnat  | Championnat  |
| Saison      | Club                                | Pays    | Division      | Matchs22    | Buts        | Cartons      | Cartons      |
| ----------- | ----------------------------------- | ------- | ------------- | ----------- | ----------- | ------------ | ------------ |
| Saison      | Club                                | Pays    | Division      | Matchs22    | Buts        | Carton jaune | Carton rouge |
| 2001 - 2002 | Girondins de Bordeaux               | France  | Jeunes        | ?           | ?           | ?            | ?            |
| 2002 - 2003 | Girondins de Bordeaux               | France  | Réserve - CFA | 5           | -           | ?            | ?            |
| 2003 - 2004 | Girondins de Bordeaux               | France  | Réserve - CFA | 19          | -           | ?            | ?            |
| 2004 - 2005 | Girondins de Bordeaux               | France  | Réserve - CFA | 20          | 3           | ?            | ?            |
| 2005 - 2006 | Girondins de Bordeaux               | France  | Réserve - CFA | 19          | -           | ?            | ?            |
| 2006 - 2007 | Legia Varsovie (Prêté par Bordeaux) | Pologne | Division 1    | 20          | -           | ?            | ?            |
| 2007 - 2008 | Clermont Foot                       | France  | Ligue 2       | -           | -           | -            | -            |